# Lerista gerrardii
Espèce
Synonymes
- Rhodona punctata gerrardii Gray, 1864

Lerista gerrardii est une espèce de sauriens de la famille des Scincidae.

## Répartition
Cette espèce est endémique d'Australie-Occidentale en Australie.

## Étymologie
Cette espèce est nommée en l'honneur d'Edward Gerrard (1810-1910).

## Publication originale
- Gray, 1864 : Notice of a new variety of Rhodona punctata from the Swan River. Proceedings of the Zoological Society of London, vol. 1864, p. 296 (texte intégral).